# دراب (سراب)
دراب هي قرية في مقاطعة سراب، إيران. عدد سكان هذه القرية هو 86 في سنة 2006.